# Ditiocarbamat

Estructura química dels ditiocarbamats.

Un ditiocarbamat és un grup funcional en química orgànica. És l'anàleg d'un carbamat en el qual tots dos àtoms d'oxigen s'han substituït per àtoms de sofre. El dietilditiocarbamat de sodi és un lligand químic comú en la química inorgànica.
La majoria de les amines primàries i secundàries reaccionen amb disulfur de carboni i hidròxid de sodi per formar ditiocarbamats. Es fan servir com lligands per quelatar metalls.

## Síntesi
Els ditiocarbamats es formen a partir de isotiocianats i tioalcohols per una reacció d'addició:

## Ús
Els ditiocarbamats es fan servir àmpliament en agricultura com insecticides, fungicides i herbicides i en la indústria química en la vulcanització.